# Recopa Sudamericana 2004
Dvanáctý ročník Recopa Sudamericana byl odehrán dne 7. září 2004. Ve vzájemném zápase se střetli vítěz Poháru osvoboditelů v ročníku 2003 – CA Boca Juniors a vítěz Copa Sudamericana ve stejném ročníku – Club Sportivo Cienciano.

## 1. zápas
| 7. září 2004 |        |                 |                                                                                      |
| CS Cienciano | 1 : 1  | CA Boca Juniors | Lockhart Stadium, Fort Lauderdale, Florida, USA diváci: 7.000 rozhodčí: Terry Vaughn |
| Saraz 89'    | report | 33' Tévez       | Lockhart Stadium, Fort Lauderdale, Florida, USA diváci: 7.000 rozhodčí: Terry Vaughn |

|                                  |       | Penaltový rozstřel           |  |
| Ibarra Lobatón Portilla Acasiete | 4 : 2 | Schiavi Tévez Palermo Vargas |  |

| CS Cienciano | Boca Juniors |

## Vítěz
| Recopa Sudamericana 2004 Club Sportivo Cienciano (1. vítězství) |